# Pratar med min müsli (hur det än verkar)
Pratar med min müsli (hur det än verkar) är en sång skriven av Per Gessle, och inspelad av honom på albumet En händig man från 2007. samt utgiven av honom på singel den 28 november samma år. Den nådde som högst en 47:e plats på den svenska singellistan.

## Listplaceringar
| Lista (2007) | Topplacering |
| ------------ | ------------ |
| Sverige      | 47           |

### Fotnoter
1. ↑  ”En händig man”. Svensk mediedatabas. 25 februari 2007. http://smdb.kb.se/catalog/id/002184154. Läst 21 juni 2015.
2. ↑  ”Pratar med min müsli (hur det än verkar)”. Svensk mediedatabas. 25 februari 2007. http://smdb.kb.se/catalog/id/002202816. Läst 21 juni 2015.
3. ↑  ”Pratar med min müsli (hur det än verkar)”. Per Gessles webbplats. 25 februari 2007. http://www.gessle.com/per-gessle-discography/single-per-gessle-discography/pratar-med-min-musli-hur-det-an-verkar-cdm/. Läst 21 juni 2015.
4. ↑  ”Pratar med min müsli (hur det än verkar)”. Swedishcharts. 25 februari 2007. http://www.swedishcharts.com/showitem.asp?interpret=Per+Gessle&titel=Pratar+med+min+m%FCsli+%28hur+det+%E4n+verkar%29&cat=s. Läst 21 juni 2015.